# Nazionale maschile di baseball dell'Unione Sovietica
La nazionale maschile di baseball dell'Unione Sovietica rappresentava l'URSS nelle competizioni internazionali, come i campionati europei di baseball. La federazione entrò a far parte dell'IBAF nel 1987 e la selezione disputò il suo primo Europeo nel 1991, grazie al primo posto ottenuto nel girone di qualificazione di Parma del 1990. Dopo il penultimo posto alla Coppa Intercontinentale, i sovietici debuttarono nella manifestazione continentale e terminarono sesti il torneo, permettendo alla neonata nazionale russa di prendere parte all'Europeo 1993.

## Piazzamenti

### Europei
- Qualificazioni al Campionato europeo di baseball (1990) : 1°
- 1991 : 6°

### Coppa intercontinentale
- 1991: 9°